# 斯皮羅沃區
57°25′08″N 34°59′27″E / 57.41889°N 34.99083°E
斯皮羅沃區（俄语：Спировский район），是俄羅斯的一個區，位於該國西部，由特維爾州負責管轄，面積1,498平方公里，2010年該區人口12,203，人口密度每平方公里8.15人。